# Аладдін (фільм, 1992)
«Аладдін» (англ. Aladdin) — американський анімаційний музично-фентезійний фільм 1992 року, знятий «Walt Disney Feature Animation» та випущений «Buena Vista Pictures Distribution» під керуванням «Walt Disney Pictures». Продюсерами та режисерами фільму виступили Джон Маскер та Рон Клементс. Сценарій був написаний Маскером та Клементсом за мотивами арабської народної казки «Аладдін та чарівна лампа» зі збірки «Тисяча й одна ніч» спільно з Тедом Елліотом та Террі Россіо. Сюжет оповідає про головного героя, Аладдіна, арабського вуличного волоцюгу, який знаходить чарівну лампу, що містить джина, за допомогою якого він маскується під багатого принца і намагається справити враження на султана Аграби, щоб завоювати серце його волелюбної доньки, в той час як злий візир Джафар вирішує вкрасти чарівну лампу.
На 6 липня 2020 року фільм займав 247-у позицію у списку 250 найкращих фільмів за версією IMDb.

## Сюжет
Джафар, чаклун та королівський візир середньосхідного міста Аграба, шукає чарівну лампу, заховану в Печері Чудес, яку може дістати лише «необроблений алмаз». Тим часом принцеса Жасмін незадоволена своїм самотнім життям у палаці, тому вона втікає і зустрічає молодого вуличного хлопчину на ім'я Аладдін та його улюблену мавпочку Абу. У міру того, як зв'язок між Аладдіном і Жасмін розвивається, Джафар наказує палацовій сторожі схопити і ув'язнити Аладдіна, який впізнає особистість Жасмін. Жасмін вимагає, щоб Джафар звільнив Аладдіна, але він бреше і стверджує, що Аладдін вже обезголовлений.
Переодягнувшись літнім жебраком, Джафар звільняє Аладдіна і Абу і наказує їм дістати лампу з печери. Вартовий печери дозволяє Аладдіну увійти, але попереджає його, щоб він торкався лише лампи. Аладдін знаходить всередині і лампу, і килим-самоліт, що літає, але Абу бере великий дорогоцінний камінь і викликає обвал. Вони біжать до входу та віддають лампу Джафару, який кидає пару до печери. Перебуваючи у пастці під землею, Абу розповідає Аладдіну, що він вкрав лампу знову. Аладдін тре лампу, з якої з'являється Джин. Джин виконує три бажання Аладдіна, хоча Аладдін обманом змушує його звільнити їх з печери, не використовуючи бажання. Дізнавшись про бажання Джинна звільнитися від рабства, Аладдін обіцяє використати його останнє бажання, щоб звільнити його. Щоб домогтися прихильності Жасмін, Аладдін використовує своє перше бажання стати принцом.
За пропозицією свого приятеля папуги Яґо Джафар планує одружитися з Жасмін, а потім убити і її, і її батька, султана. Тим часом Аладдін прибуває в Аграбу як принц Алі, але Жасмін не цікавиться його показною поведінкою. Пізніше Аладдін бере Жасмін на романтичну прогулянку на килимі. Після того, як вона робить висновок, що Аладдін — це той хлопець, якого вона зустріла раніше, він бреше, що іноді одягається як простолюдин, щоб уникнути життя палацу. Після того, як Аладдін приводить Жасмін додому, Джафар наказує вартовим схопити його і кинути в море, де Джин використовує друге бажання Аладдіна, щоб врятувати його. Повернувшись до палацу, Аладдін розкриває змову Джафара Жасмін та султанові, але Джафар впізнає особистість Аладдіна та втікає від варти.
Коли все, начебто, вирішено, Джин просить його звільнити. Однак Аладдін відмовляється, стурбований тим, що йому потрібен Джин, щоб залишитися з Жасмін. Джин, ображений, ховається у своїй лампі, яку пізніше краде Яґо і приносить Джафару. Тепер господар Джина, Джафар використовує свої перші два бажання стати султаном, потім могутнім чаклуном, і відправляє Аладдіна в крижану пустку. Використовуючи чарівний килим, Аладдін втікає і повертається в Аграбу, де бореться з Джафаром за лампу. Аладдін глузує з Джафара, кажучи, що він слабший за Джина, обманюючи його, змушуючи використовувати своє останнє бажання, щоб самому стати джином. Це призводить до того, що Джафар опиняється у пастці у своїй новій лампі, забравши з собою Яґо.  Джин кидає лампу, в якій сидить Джафар з папугою Яґо, в Печеру Чудес.
Джин закликає Аладдіна використати своє третє бажання, щоб повернути собі королівський титул і законно одружитися з Жасмін. Натомість Аладдін вирішує стримати свою обіцянку, бажаючи Джину свободи. Султан дозволяє Жасмін вийти заміж за того, кого вона вибере, і вона з радістю обирає Аладдіна. Джин тепло прощається з групою і йде досліджувати світ, в той час як Аладдін і Жасмін починають нове життя разом.

## Ролі озвучували
| Персонаж | Оригінал         | Український дубляж   |
| -------- | ---------------- | -------------------- |
| Джин     | Робін Вільямс    | Павло Костіцин       |
| Аладдін  | Скотт Вайнґер    | Арсентій Примак      |
| Жасмін   | Лінда Ларкін     | Дарина Сумська       |
| Джафар   | Джонатан Фрімен  | Андрій Мостренко     |
| Яґо      | Ґілберт Ґоттфрід | Володимир Ніколаєнко |
| Султан   | Даґлас Сіл       | Валерій Шептекіта    |

### Інформація про дубляж
Дубльовано студією «Le Doyen» на замовлення «Disney Character Voices International» у 2010 році.
- Режисер дубляжу — Анна Пащенко
- Перекладач тексту та пісень — Сергій Ковальчук
- Музичний керівник — Іван Давиденко
- Звукорежисер — Марія Нестеренко
- Координатор проєкту — Аліна Гаєвська
- Диктор — Сергій Бриль

А також ролі дублювали: Сергій Юрченко, Микола Карцев, Андрій Альохін, Людмила Барбір та інші.

## Кінокритика
На сайті «Rotten Tomatoes» рейтинг мультфільму дорівнює 92% (47 схвальних відгуків і 4 несхвальні).